# Luca Olstenio
Luca Olstenio (lingua tedesca: Lukas Holste, latinizzato in Lucas Holstenius; Amburgo, 27 settembre 1596 – 2 febbraio 1661) è stato un umanista, geografo e storico tedesco di religione cattolica.

## Biografia
Studiò al ginnasio di Amburgo e poi all'Università di Leida, dove fece conoscenza con alcuni dei principali studiosi della sua epoca, tra cui Giovanni Meursio, Daniele Einsio e Filippo Cluverio, che accompagnò nel 1618 in Italia, occasione in cui fu iniziato agli studi di geografia. Al suo ritorno ad Amburgo non ottenne un posto al ginnasio: deluso, lasciò la Germania, e, a partire dal 1622, visse due anni in Inghilterra (a Londra e Oxford), dove raccolse materiale per i suoi Geographi Minores; infine si recò a Parigi.
Nella capitale francese divenne bibliotecario di Jean-Antoine de Mesmes, presidente del Parlamento, amico degli studiosi Pierre e Jacques Dupuy, e corrispondente di Nicolas-Claude Fabri de Peiresc. Fu in questo periodo che si convertì al cattolicesimo, probabilmente a seguito della lettura in greco e in latino dei Padri della Chiesa, lettura a cui lo aveva spinto la sua passione per il platonismo.
Nel 1627 si recò a Roma e, attraverso la raccomandazione di Peiresc, fu ammesso alla corte del cardinale Francesco Barberini, già nunzio apostolico e possessore della più importante biblioteca privata di Roma, di cui Olstenio divenne bibliotecario nel 1636. Papa Innocenzo X lo nominò sovrintendente alla Biblioteca Vaticana. Fu sempre Innocenzo che inviò Olstenio in diverse missioni, come quella di portare il cappello da cardinale al nunzio a Varsavia nel 1629. Papa Alessandro VII lo mandò ad Innsbruck per ricevere l'abiura dal protestantesimo dell'ex-regina Cristina di Svezia, mentre nel caso della conversione di un nobile danese, il langravio di Darmstadt e di Ranzau, Olstenio agì da intermediario.
Malgrado i suoi incarichi ufficiali, Olstenio fu soprattutto uno studioso alacre e dalla cultura vastissima, ma non abbastanza costante per portare a termine i propri ambiziosi progetti, tra cui quello di correggere e completare i lavori di Cluverio, di collazionare, tradurre e commentare i lavori dei neoplatonici, di raccogliere le omelie inedite dei padri della Chiesa greci, di collezionare iscrizioni, di scrivere un critico del testo greco della Bibbia, di raccogliere tutti i monumenti e gli atti della storia dei papi. Tutte queste differenti imprese consumarono le sue energie e riempirono i suoi quaderni di appunti, ma senza conclusioni.

## Opere
Tra le opere di Olstenio effettivamente pubblicate sono le sue note sull'Italia antiqua di Filippo Cluverio (1624); un'edizione dei frammenti di Porfirio con una dissertazione sulla sua vita e le sue opere (1630); alcune note su Eusebio contro Ierocle (1628), sui Detti di pitagorici tardi (1638), e sul De diis et mundo del neoplatonico Saturnino Secondo Salustio (1638); un'edizione del Trattato sulla caccia di Arriano (1644) e del Codex regularum monasticarum, una raccolta di regole monastiche (1661). Riscoprì e pubblicò per la prima volta il Liber Diurnus Romanorum Pontificum, una raccolta di atti pontifici redatti nella Cancelleria della Curia romana dal V all'XI secolo, ma la sua pubblicazione fu immediatamente bloccata da papa Alessandro VII (1660).
Dopo la sua morte, tra le sue carte furono trovate e pubblicate le collezioni di sinodi e monumenti ecclesiastici, la Collectio romana bipartita (1662), oltre agli Atti di Perpetua e Felicita, di Bonifacio, di Taraco, Probo e Andronico (1663) e le Notae et castigationes in Stephani Byzantini ethnica (1684).

## Pubblicazioni (selezione)
- (LA)  Luca Olstenio, Endecasyllabi in nuptias Taddæi Barberini & Annæ Columnæ, Roma, 1627, 1629
- (LA) Luca Olstenio, Porphyrii philosophi; liber de vita Pythagorae, ejusdem Sententiae ad intelligibilia ducentes. De antro nympharum quod in Odyssea describitur, Roma, typis Vaticanis, 1630.
- (LA) Luca Olstenio, Demophili, Democratis, et Secundi, veterum philosophorum Sententiae morales, Roma, excudebat Mascardus, 1638.
- (LA) Luca Olstenio, Passio sanctarum martyrum perpetuae et felicitatis, Roma, typis Iacobi Dragondelli, 1663.
- (LA) Luca Olstenio, Passio S. Bonifatii martyris Romani ex fide mss codicum edita a Luca Holstenio Vaticanae basilicae canonico & bibliothecae praefecto. Accesserunt eiusdem animadversa ad Martyrologium Romanum, Roma, typis Iacobi Dragondelli, 1663.
- (LA) Luca Olstenio, Notae et castigationes postumae in Stephani Byzantii Ἐθνικά, Lugd. Batavorum, J. Hackium, 1684.
- (LA) Luca Olstenio, Lucæ Holstenii Epistolæ ad diversos, a cura di Jean François Boissonade de Fontarabie, Parigi, in Bibliopolio græco-latino-germanico, 1817.